# A Woman's Way (film 1913 Essanay)
A Woman's Way è un cortometraggio muto del 1913. Il nome del regista non viene riportato nei credit.

## Trama
Marion Walker si ingelosisce quando Dudley, il suo fidanzato sembra corteggiare sua sorella Adele. Per dispetto, la ragazza rifiuta di andare a una ballo con Dudley che, allora, si mette a frequentare Adele. Qualche mese dopo, i due sono sposati. La loro vita sembra splendida e Marion rimpiange amaramente il passato. Ma Adele è una donna fatua: quando il figlioletto nato dal matrimonio con Dudley si ammala, la donna non se ne cura e si reca a una festa, lasciando il piccolo a casa. Il marito, allora, telefona a Marion chiedendole di assisterlo. Adele resterà in seguito uccisa durante un tornado e Dudley potrà ritornare dalla fedele Marion.

## Produzione
Il film fu prodotto dalla Essanay Film Manufacturing Company.

## Distribuzione
Distribuito dalla General Film Company, il film - un cortometraggio di una bobina - uscì nelle sale cinematografiche USA il 9 maggio 1913.